# Stumble Guys
Stumble Guys — мобильная игра в жанре королевской битвы, разработанная финской компанией Kitka Games, выпущенная на Android 24 сентября 2020 года, на iOS 12 февраля 2021 года и на Windows 7 октября 2021 года.
В 2021 году игра была признана лучшим дебютным проектом на The Finnish Game Awards. В сентябре 2022 года американская компания Scopely приобрела Stumble Guys у Kitka Games.
В июле 2023 года был анонсирован выход игры на Xbox Series X/S и Xbox One.

## Игровой процесс
Stumble Guys — многопользовательская игра, вдохновлённая Fall Guys. В первом раунде принимают участие 32 игрока; по результатам каждого раунда игру покидает половина игроков, пока не остаётся единственный победитель.